# Ceraia bicolorata
Ceraia bicolorata is een rechtvleugelig insect uit de familie sabelsprinkhanen (Tettigoniidae). De wetenschappelijke naam van deze soort is voor het eerst geldig gepubliceerd in 1969 door Emsley & Nickle.